# دونالد رید (بازیگر)
دونالد رید (انگلیسی: Donald Reed; ۲۳ ژوئیهٔ ۱۹۰۱ – ۲۸ فوریهٔ ۱۹۷۳) بازیگر اهل مکزیک بود.
از فیلم‌ها یا برنامه‌های تلویزیونی که وی در آن نقش داشته‌است می‌توان به بابا نوئل و شوگرل اشاره کرد.